# Ишерский, Вячеслав Михайлович
Вячеслав Михайлович Ишерский (Ищерский) (25 июля 1946, Тамбов — 25 августа 2020, Тверь) — советский футболист, вратарь.

## Биография
Начинал играть в 1964 году в команде КФК «Химик» Котовска. В том же году перешёл в команду класса «Б» «Луч» Владивосток. Затем играл первой группе класса «А» за «Балтику» Калининград (1966) и «Динамо» Ставрополь (1967—1969). По ходу сезона-1969 перешёл в московское «Торпедо». 19 июня в матче против «Спартака» Москва дебютировал в чемпионате СССР, заменив после перерыва получившего травму Лаймониса Лайзанса и на 88-й минуте пропустил единственный гол в матче. Через пять дней провёл полный гостевой матч против «Динамо» Минск (1:1). 10 июля провёл последний матч за «Торпедо», в домашнем матче с «Кайратом» (0:2) при счёте 0:2 заменив Лайзанса после перерыва.
В 1970 году по приглашению главного тренера Игоря Волчка перешёл в калининскую «Волгу» из второй лиги. Провёл за команду девять сезонов, сыграв 210 матчей. Обладатель Кубка РСФСР 1975 году, Кубка компании ДСМ (Индия, 1977).
Играл в чемпионате Калиниской области за калининские «Радугу» и «Вагжановец», «Энергию» Калашниково. В 1980 году провёл несколько матчей за «Спартак» Тамбов.
Скончался в августе 2020 года.